# هیدی رنج
هیدی رنج (انگلیسی: Heidi Range؛ زادهٔ ۲۳ مهٔ ۱۹۸۳) یک خواننده اهل بریتانیا است. وی از سال ۱۹۹۷ میلادی تاکنون مشغول فعالیت بوده‌است.
وی از سال ۱۹۹۷ تا ۱۹۹۹ عضو گروه اتمیک کیتن و از سال ۲۰۰۱ تا ۲۰۱۱ عضو گروه شوگابیبز بوده است.